# Feuerkogel
De Feuerkogel is een berg in de deelstaat Opper-Oostenrijk, Oostenrijk. De berg heeft een hoogte van 1.592 meter.
De Feuerkogel is onderdeel van het Höllengebergte.